# 1,2-ジクロロエチレン
1,2-ジクロロエチレン（英: 1,2-Dichloroethene）は、化学式が C2H2Cl2 で表される有機塩素化合物。1,2-DCEとも表記される。引火性と刺激臭のある無色の液体で、シス型とトランス型の幾何異性体がある。

## 用途
他の塩素系溶剤の中間体や、樹脂・香料・染料の抽出溶剤、洗浄剤として使用される。

## 安全性
麻酔作用を持ち、高濃度のものを摂取するとめまいや嘔吐、中枢神経への影響が生じる。トランス-1,2-ジクロロエチレンをラットに経口投与した実験での半数致死量（LD50）は1235 mg/kgであった。シス型・トランス型とも化学物質排出把握管理促進法による第一種指定化学物質に指定されている。